# Viktor Ardov
Viktor Efimovici Ardov (în rusă Виктор Ефимович Ардов), pe numele de familie real Zigberman (în rusă Зигберман), (n. 8/21 octombrie 1900, Voronej, Imperiul Rus – d. 26 februarie 1976, Moscova, RSFS Rusă, URSS) a fost un scriitor rus.